# Google Play
又稱Play 商店，前身为Android Market。是由Google为Android作業系統所開發的流動應用程式數位發行平台，同时也是数字娱乐品牌。它作為Android作業系統的官方應用商店，允許用戶瀏覽和下載使用Android SDK開發並透過Google發布的應用程式。 Google Play也是數位媒體商店，提供音樂，雜誌，書籍，電影和電視節目。它之前提供了Google硬件裝置，直到2015年3月11日推出一個單獨的線上硬件零售商Google Store。
使用者可以通过Google Play免費或付費購買應用程式。通過Play商店行動應用直接下載到Android或Google TV裝置，也可以透過Google Play網站直接部署應用安裝在裝置上。利用裝置的硬件能力的應用可以透過必要的硬件屬性（諸如用於運動相關遊戲等的運動傳感器、用於線上視訊通話等的前置相機）針對合適的用戶。
Android電子市場於2008年8月28日公開發表並於2008年10月22日正式上線；2009年9月起陸續開始提供付費服務，Google Play於2012年3月6日推出，將Android Market，Google Music和Google電子書店整合在一個品牌下，標誌著Google數位分銷策略的轉變。Google Play旗下的服務包括：Google Play圖書和Google Play遊戲。2018年5月，Google Play書報攤和Google新聞合併。2020年12月，Google Play音樂被YouTube Music取代。Google Play商店已發布超過220萬個應用程式（截至2016年），下載次數超過500億次（截至2013年）。

## 歷史
Google Play來自三種不同的產品：Android Market，Google Music和Google eBookstore。
Android Market於2008年8月28日由Google發布，並於10月22日向用戶提供。2009年2月13日，針對美國和英國的開發人員推出了付費應用程式支持，將支持擴展到 2010年9月30日增加29個國家。2010年12月，內容過濾已添加到Android電子市場，並將購買退款窗口從24-48小時降低到了十五分鐘。
Google eBookstore於2010年12月6日在美國發布。它首次發布就推出超過300萬的電子書，使它一夜之間成為世界上最大的電子書店。國際版從2011年初開始运营。
2011年2月，Google推出了Android Market的網絡用戶端，可透過PC造訪。透過Android Market網頁請求的應用程式將下載並安裝在註冊的Android裝置上。2011年3月，Google向Android電子市場添加了應用內結算功能，允許應用銷售應用內商品。2011年5月，Google向Android Market添加了新的應用列表，包括「熱門應用」、「應用」、「熱門開發者」、「熱門應用」、「編輯推薦」。Google的Eric Chu表示，此次更改的目標是向用戶展示盡可能多的應用程式。2011年7月，Google推出了重新設計的界面，重點關注精選內容、更多搜索篩選器和圖書銷售、電影租賃。2011年9月，摩托羅拉Xoom平板電腦收到了一個更新，將重新設計的Android Market帶到Android 3.x Honeycomb 的裝置上。2011年11月，Google於Android Market添加了音樂商店。
在2012年3月，應用程式APK檔案的最大允許大小也從50 MB增加到兩個額外檔案，APK最多為50 MB，另外兩個額外檔案為2 GB，共4 GB。2012年3月6日，Android Market重新命名為Google Play。2012年5月2日，Google推出了針對音樂，電影和書籍的直接運營商代扣。2012年5月24日，Google推出了Google Play的應用內訂閱。2012年7月12日，Google發布了更新3.8.15版本，增加了應用程式加密功能，以幫助減少應用程式盜版。自此更新後，許多開發人員已註意到兼容性問題，導致各種第三方小部件和鍵盤在手機重新啟動或連接到USB儲存裝置後消失。
2014年7月，Google將其所有Unlimited 音樂服務（現為Google Play音樂）擴展到其他五個國家/地區的烏克蘭。烏克蘭因此加入俄羅斯作為唯一的前蘇聯各共和國獲得服務。
於2016年4月4日，Android的官方網誌宣布重新設計Play應用程式套件所使用的圖示，包括Play商店，Play電影，Play音樂，Play遊戲，Play書籍和Play書報攤。新圖標具有類似的風格，旨在提供所有裝置和網絡的一致性外觀。
2019年5月，App Store因稅率及匯率問題，調漲部分國家地區內購消費價格，Google Play同程式廠商為求雙平台公平性，無條件調漲Google Play內購價格。
2019年9月23日，Google Play Pass在美國上線，訂閱後可以畅玩指定的收費游戏和app，收费为每月4.99美元。
2020年9月28日，Google表示，将从2021年9月30日起強制要求開發者在Google Play商店上发布安卓应用時必须使用谷歌支付系统，不能再使用其独立支付系统，這意味着開發者不能像以前一样规避30%的Google的抽成。
2021年8月，Android App Bundle（AAB）取代APK，成為Google Play上程式的標準發布格式。2021年8月25日，南韓國會立法和司法委員會周三通過的《電信商業法（Telecommunications Business Act）》修正案，禁止 Google 與蘋果平台利用其壟斷優勢，向軟體開發商收取程式內購佣金。
2022年1月20日，Google play游戏開放windows測試版，在香港、台灣、南韓三個地方測試。
2023年7月31日，Google对港澳区新增了对中国银联卡的支持，用户可以通过Play商店应用进行绑定。后续，新加坡区、泰国区、菲律宾区的Google Play商店也可绑定中国银联卡。

## Google Play 商店
Google Play允許使用者透過內建在Android產品中的Play商店或通過網站對應用程式進行瀏覽、下載、購買免費或收費的應用程式到Android產品上。
應用程式的安裝任務由手機內的一個名為“PackageManagerService”的服務來完成，如果使用者試圖下載一個APK檔到手機上，那麼應用程式可以被安裝到手機內部的記憶體中，也可以在特定的條件下被安裝到外部記憶卡中。
服務提供應用程式的詳細資料、內容過濾、標有“最新軟體”、“最高評價付費軟體”、“最高評價免費軟體”等分類。
Google Play提供2小時內線上按鍵立即無條件退款的機制；超過2小時，由消費者與開發者自行溝通，協商退費；在30天內對購買的軟體不滿意，但開發者不願退費，則可以寫信給Google Play要求退費。
| 商店名稱   | 免费軟件比例 （2010年7月） | 免费軟件比例 （2018年） |
| ---------- | -------------------------- | ----------------------- |
| Play Store | 57%                        | 94.24%                  |
| App Store  | 28%                        | 88.18%                  |

### 可用性
Play商店應用程式並非開放原始碼。 只有符合Google兼容性要求的Android裝置才能安裝並存取Google的封閉源Play商店應用程式，但必須與Google簽訂免費許可協議。在過去，這些要求包括3G或4G網絡數據連接，排除與蘋果iPod Touch相當的Android裝置，但是這個要求已經被2011年發布的Samsung Galaxy Player放鬆了。
某些平板電腦（如Amazon Kindle Fire）不提供Google Play的存取權限，而是使用其製造商自己的行動內容下載服務。 有些使用者透過ROOT來存取Google Play，或使用側載來載入應用程式。截至2013年7月，Barnes＆Noble發布了添加Google Play的Nook HD的更新。某些應用程式從Google Play下載時，會引發警告，告訴他們即將覆蓋先前載入的Nook版本的相同應用程式。BlackBerry 10裝置（OS 10.2.1及更高版本）可以側載一個名為SNAP的應用，允許從Google Play直接下載應用。

### 版本機制
由於Android是一個系統結構可自由更改的系統，例如ASUS、HTC和Sony Mobile等公司往往會在Play商店內加入自家的應用程式下載頁；
另一些公司例如三星可同時運用Play商店和Galaxy Store；而例如中華電信等電信公司則在其手機中加入自己運用的軟體商店，例如Hami；Amazon Kindle Fire平板電腦並沒有安裝Play商店，取而代之的是自己開發的軟體商店。但相比較其它主流的應用軟體商店，Google Play的免費軟體比例是最高的。

### 開發者
軟體發展者擁有開發者許可權，申請該許可權需要擁有一個Gmail帳號以及有效的信用卡以繳交申請費用。軟體發展者可以選擇開發付費或免費的應用程式，其中付費應用程式將收到70%的價格，剩下的30%將支付於媒介管道如通過自己的網路以及信用卡公司授權收取費用申請購買等。
從Google Play獲得的收入是通過Google Checkout支付給開發商。
而除了官方所提供的上架服務之外，網上也有提供著一些協力廠商代上架服務，以讓沒有開發者許可權的開發者能夠把應用程式上架至Google Play。

### 安全性
在以往，Google Play的應用程式審查相較App Store比較放寬。一般應用程式或開發者在未收到投訴之前不需要任何審查，只要持有有效的開發人員許可權就能夠在數小時之內將應用程式上架，因此Google Play相對上較容易存在惡意程式，因此應用程式安全性一直受到質疑。而在2015年3月，Google宣佈追加新的應用程式審查機制，日後開發者在提出上架需求時，Google會對其內容進行審查，不合格之應用程式將不被上架，以確保應用程式的品質以及過濾惡意程式。

## Google Play管理中心
Google Play管理中心是Google为了简化应用分发流程而推出的一项服务。

## 服務內容
Google Play商店為Google提供的雲端網路應用程式及數位媒體付費平台。同時提供應用程式、遊戲、電影、電視、音樂、電子書、電子雜誌的免費/付費內容。目前受限於當地法規、內容授權以及字幕（電影/電視節目）等因素導致部分內容並未在所有國家/地區供應。但有部分內容(如遊戲等)，當生產商宣布結束運作時候，該應用程式將會即時下架，不提供下載，而部分付費程式則是不管使用任何下載途徑(如APK等)都不能安裝。

### Android 應用程式
Google Play免費向提供全球免費應用程式（美國禁運國家/地區除外）而付費應用程式在135個國家可用。用户可以使用Google Play商店應用程式或透過電腦上的Google Play網站，從裝置安裝應用程式。根據AppBrain統計，有超過140萬個應用程式可用。截至2014年11月，其中超過120萬是免費的，超過20萬是付費應用。Google似乎大約每季度會從商店移除低品質應用程式使可用應用程式的數量下降。
截至2014年11月61個國家/地區的開發人員能夠在Google Play上發布付費應用程式。若要發布應用，開發者必須為Google Play開發者控制台帳戶支付25美元的註冊費。Google聲明，此費用是為了鼓勵在Google Play上推出更高品質的產品。應用程式開發人員可以控制應用分發到哪些國家/地區，以及每個國家/地區的應用和應用內購買的定價。開發商收到應用程式價格的70％，剩餘的30％用於分銷合作夥伴和操作費。從Google Play獲得的收入通過Google電子錢包商家帳戶支付給開發者，或者通過某些國家/地區的Google AdSense帳戶支付。
Google Play允許開發人員向特定的用戶組發布早期版本的應用，稱為Alpha版和Beta版測試版本。這允許開發人員在應用程式廣泛發布之前修復任何問題。Google Play還允許開發人員分階段發布更新，首先發布給一部分用戶，然後逐步發佈到用戶群的較大部分，以確保最小數量的用戶受到測試中錯過的任何問題的影響。
某些運營商（如中華電信）會為應用購買提供直接運營商代扣。購買到不需要的應用程式可在48小時內退款。
符合Google設定的某些設計標準的應用可與Wear OS和Android TV裝置以及Google Fit平台兼容。
根據T-Mobile首席技術官Cole Brodman的說法，2009年3月17日，Android Market有大約2,300個應用程式可用。2011年5月10日，在Google I / O期間，Google宣布Android Market上市了20萬個應用程式，安裝了45億個應用程式。2012年10月，Google宣布Google Play有700,000個應用程式可供下載，與蘋果應用程式商店中的應用程式數量相符。2013年7月24日，Google宣布Play商店現有100萬個應用程式上市，下載量超過500億次。
| 年份 | 月份 | 可下載的應用數目 | 累積下載量 |
| ---- | ---- | ---------------- | ---------- |
| 2009 | 3    | 2,300            |            |
| 2009 | 12   | 16,000           |            |
| 2010 | 3    | 30,000           |            |
| 2010 | 4    | 38,000           |            |
| 2010 | 8    | 80,000           |            |
| 2010 | 10   | 100,000          |            |
| 2011 | 5    | 200,000          | 45億次     |
| 2011 | 7    | 250,000          | 60億次     |
| 2011 | 10   | 319,000          |            |
| 2011 | 12   | 380,297          | 100億次    |
| 2012 | 1    | 400,000          |            |
| 2012 | 5    | 500,000          |            |
| 2012 | 6    | 600,000          | 200億次    |
| 2012 | 9    | 675,000          | 250億次    |
| 2012 | 10   | 700,000          |            |
| 2013 | 2    | 800,000          |            |
| 2013 | 3    | 850,000          | 400億次    |
| 2013 | 5    |                  | 480億次    |
| 2013 | 7    | 1,000,000        | 500億次    |
| 2014 | 1    | 1,200,000        |            |
| 2014 | 7    | 1,300,000        |            |
| 2014 | 12   | 1,430,000        |            |
| 2015 | Q1   | 1,500,000        |            |
| 2016 | Q1   | 1,900,000        |            |
| 2017 | 2    | 2,700,000        |            |
| 2018 | 3    | 3,600,000        |            |
| 2018 | 6    | 3,300,000        |            |
| 2018 | 9    | 2,600,000        |            |

### 音樂
Google Play提供了一個擁有超過3500萬首歌曲的在線音樂商店，雲端儲存多達5萬首免費歌曲，以及名為Google Play音樂的訂閱音樂串流服務。歌曲售價為1.29美元，0.99美元，0.69美元，免費。Google Play音樂目前可在64個國家使用。原名為Google Music。服務於2011年5月10日在Google I/O上發佈，2011年11月向公眾開放，2012年3月7日被整合進Google Play。2020年9月开始将该服务上的用户资源转移至YouTube Music，2020年12月彻底关闭服务，被YouTube Music取代。
Play音樂允許使用者免費儲存最多20000首歌曲，並可以於線上購買音樂並分享音樂至Google+，用戶可以利用浏覽器、Android、使用Adobe Flash的產品透過Music Manager上傳音樂於雲端或下載於電腦端。利用Instant Mix功能可以加入含有歌曲搭配的播放清單。或iTunes匯入的音樂也會保留播放清單。
免費功能

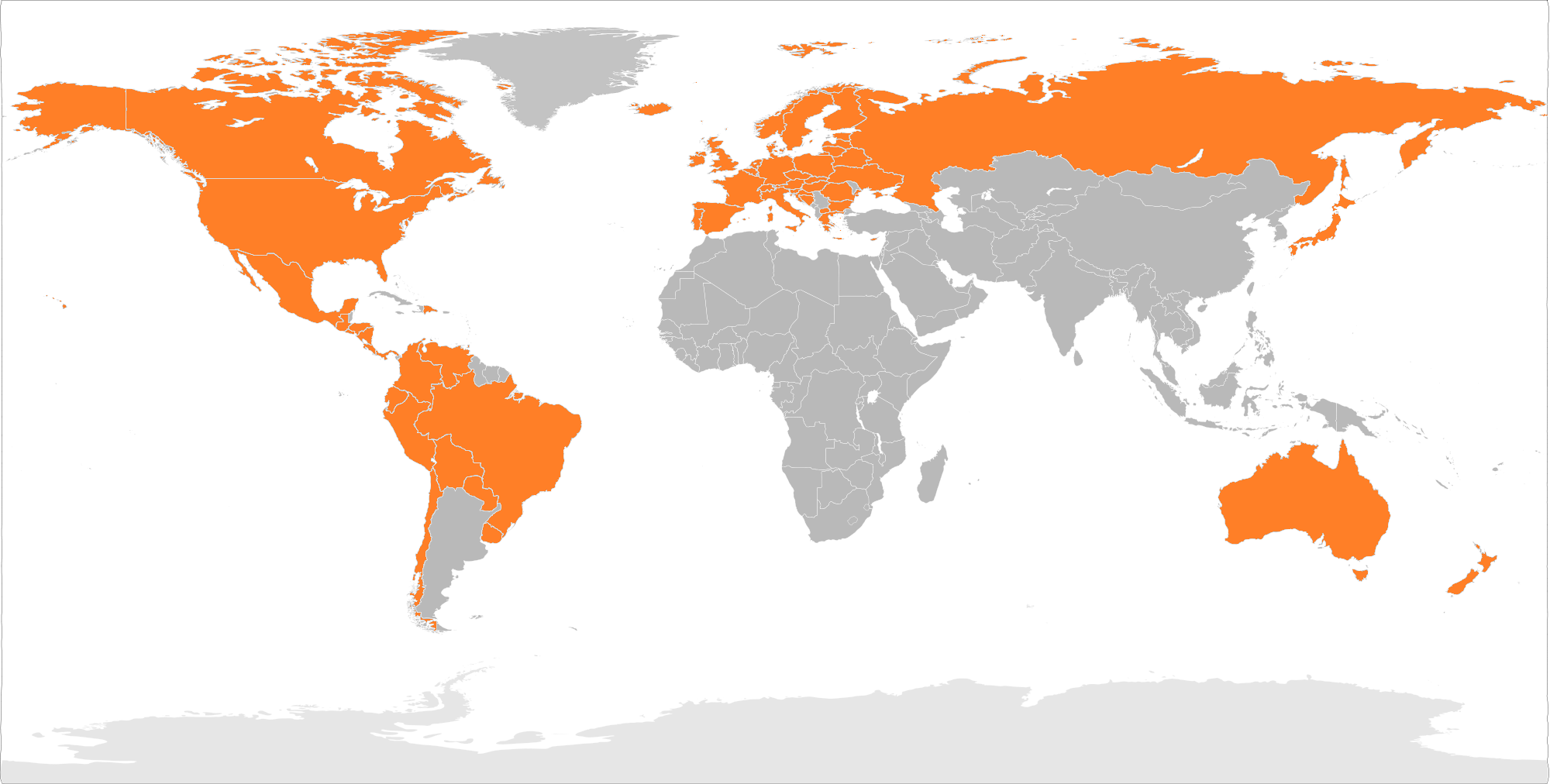
Google Play音乐的可用区域

- 可將自行上傳或購買的音樂保留在雲端，上限為50000首。
- 系統會自動分析使用者常聽的音樂並整合為一合輯推薦
- 系統會自動分析使用者當下情境並給與對應情境的音樂（使用Songza的技術）

付費功能：音樂無限聽（Music All Success）
- 每個月繳交一定金额后就可启用，於正式付費訂閱前可免費試用一個月。
- 儲存在Google Play雲端的付費音樂皆可收聽，同時不受廣告干擾。
- 系統會自動分析使用者當下情境並給與對應情境的音樂（使用Songza的技術）
- Youtube Music Key付費功能也包含其中

### 圖書

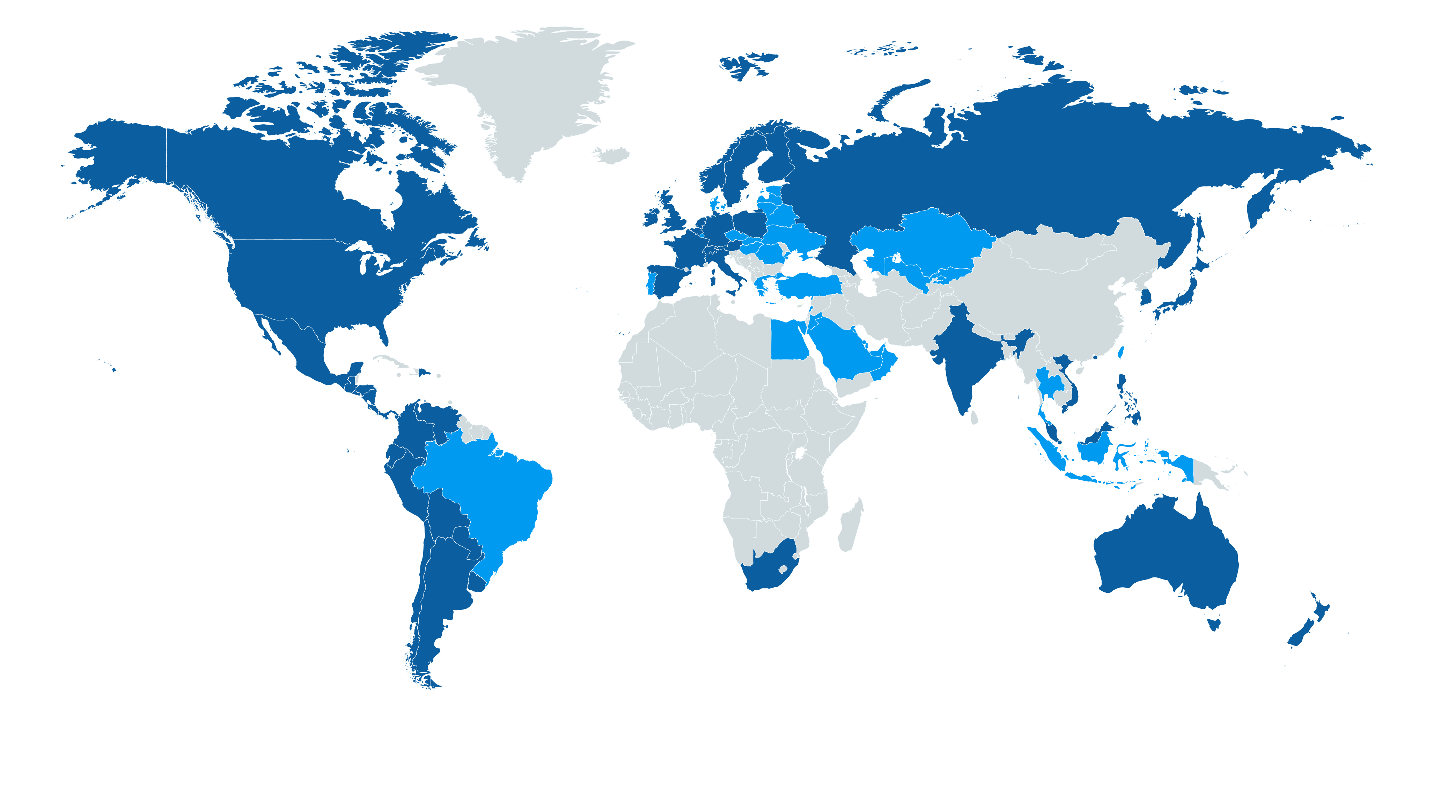
Google Play圖書的可用區域

Google Play是全球最大的電子書商店，擁有超過500萬本書籍。 購買的圖書將儲存在雲端，可以以PDF和EPUB格式下載。 Google採用Adobe Content Server 4作為數位版權管理（DRM）解決方案，以保護下載的電子書副本。 圖書可以轉移到許多電子閱讀器以及支持Adobe電子書DRM的其他裝置和應用程式上並進行閱讀。 書籍也可以在任何Web瀏覽器上在線閱讀，啟用JavaScript， 透過適用於Android和iOS裝置的Google Play圖書應用，以及透過Chrome網上應用店提供的基於HTML 5的網絡應用在桌面上的Google Chrome瀏覽器上。
目前在65個國家支持購買圖書。 Google要求用戶提供付款信息，即使是免費下載電子書。 除了從Google Play下載圖書之外，用戶還可以使用PDF或EPUB格式上傳圖書，這些圖書可以免費儲存在雲端，最多可儲存1,000本圖書。
Play圖書支援瀏覽器、Android、iOS、Sony eReader、Barnes & Noble Nook。
發布商和作者可以通過Play圖書合作夥伴中心在Google Play上發布他們的圖書。 Google要求發布商在Google Play上銷售他們的電子書，以便在Google圖書上進行有限預覽。 發布商可以設置可供預覽的圖書的百分比。
Google首先通過Google電子書店在線銷售電子書，該電子書店於2010年12月6日發布，在美國擁有超過300萬種書目。 當後者推出時，它成為Google Play的一部分。
截至2015年9月，Google Play不接受新的註冊用於發布。

### 影視

Google TV的可用區域
(深紅色表包含電視節目服務的地區)

Google Play影視上有數千部電影和電視節目，包含高清電影，包括喜劇，戲劇，動畫，動作和紀錄片。 您可以在Google Play網站上或透過Android裝置上的應用程式租借或購買和觀看電影。 有些電影只能出租，有些只能購買，有些則同時適用出租和購買。 電視節目可以透過劇集或季節購買，但不能租借。用戶可以使用Google Play電影應用下載電影和電視節目以供離線觀看。
電影適用在70個國家，而電視節目只能在澳大利亞，奧地利，加拿大，法國，德國，日本，美國和英國使用。
2020年9月，Google Play Movies & TV更名為Google TV。
2022年4月下旬，Google Play商店出现了一则通告，告知用户从5月份开始Play影视将逐步迁移至Google TV 。Google Play将在此后不再提供影视内容和服务。
2022年6月，Google Play商店中的影视区块被移除。

### 新聞出版物和雜誌

Google Play 書報攤的可用區域

Google Play提供訂閱免費和付費新聞出版物，以及在Play書報上閱讀的雜誌。 在Play書報攤推出時，提供了大約1,900種免費和付費新聞出版物。 所有雜誌必須至少提供一個14天的試用期，而為新聞來源（新聞版本）提供的免費試用期則有所不同。

### 裝置
Google Play於2015年3月前提供「裝置」區塊，讓使用者購買Google Nexus裝置，Chromebook等其他Google品牌的硬體和配件。 在2012年6月的Google I / O上，Google宣布將通過Google Play出售Nexus 7平板電腦。 在Google I / O 2013上，宣布將於2013年6月26日在Google Play上發布特別版的三星Galaxy S4搭载原生Android 4.2。同樣，在2013年5月30日，HTC宣布類似原生Android版HTC One也將在同一天發布。 也同時出售Android Wear裝置，Chromecast和Chromebook及其他硬件裝置。
2015年3月11日推出了名為Google商店的獨立在線硬件零售商，取代了Google Play的「裝置」區塊。

### Play Pass

Google Play Pass的可用区域

2019年9月23日，谷歌在美国推出了Google Play Pass游戏和应用订阅服务。自2019年9月起，订阅者可以在没有广告和应用内购买的情况下访问游戏和应用。该计划仅对应用程序开发人员开放邀请，然后他们可以将该服务集成到他们现有的应用程序中。

## 可用性
截止目前，應用程式中的付費服務共支援129個國家，而其他服務支援隨著Google不斷的推廣，擁有其他服務的國家正逐漸增加中。

Google Play的可用区域

### 數位產品/服務於各國家/地區的可用性
注意：以下國家/地區之服務開放情形隨時間而異
| 國家或地區     | 应用和游戏 | 应用和游戏   | 影视内容 | 影视内容 | 图书   | 图书     | Play Pass |
| 國家或地區     | 付费购买   | 開發者可發售 | 電影     | 電視節目 | 电子书 | 有声读物 | Play Pass |
| -------------- | ---------- | ------------ | -------- | -------- | ------ | -------- | --------- |
| 美国           | 是         | 是           | 是       | 是       | 是     | 是       | 是        |
| 英国           | 是         | 是           | 是       | 是       | 是     | 是       | 是        |
|                | 是         | 是           | 是       | 是       | 是     | 是       | 是        |
| 加拿大         | 是         | 是           | 是       | 是       | 是     | 是       | 是        |
| 法國           | 是         | 是           | 是       | 否       | 是     | 是       |           |
| 德国           | 是         | 是           | 是       | 否       | 是     | 是       |           |
| 阿尔巴尼亚     | 是         | 是           | 是       | 否       | 否     |          |           |
| 阿尔及利亚     | 是         | 是           | 否       | 否       | 否     |          |           |
| 安哥拉         | 是         | 是           | 是       | 否       | 否     |          |           |
| 安地卡及巴布達 | 是         | 是           | 是       | 否       | 否     |          |           |
| 阿根廷         | 是         | 是           | 是       | 否       | 是     |          |           |
| 亞美尼亞       | 是         | 是           | 否       | 否       | 否     |          |           |
| 阿鲁巴         | 是         | 是           | 是       | 否       | 否     |          |           |
| 奥地利         | 是         | 是           | 是       | 否       | 是     |          |           |
|                | 是         | 是           | 否       | 否       | 否     |          |           |
| 巴哈马         | 是         | 是           | 否       | 否       | 否     |          |           |
| 巴林           | 是         | 是           | 否       | 否       | 否     |          |           |
|                | 是         | 是           | 否       | 否       | 否     |          |           |
| 白俄羅斯       | 是         | 是           | 是       | 否       | 否     |          |           |
| 比利时         | 是         | 是           | 是       | 否       | 是     |          |           |
|                | 是         | 是           | 否       | 否       | 否     |          |           |
|                | 是         | 是           | 是       | 否       | 否     |          |           |
| 玻利维亚       | 是         | 是           | 是       | 否       | 是     |          |           |
|                | 是         | 是           | 否       | 否       | 否     |          |           |
|                | 是         | 是           | 否       | 否       | 否     |          |           |
| 巴西           | 是         | 是           | 是       | 否       | 是     |          |           |
| 保加利亚       | 是         | 是           | 是       | 否       | 否     |          |           |
| 布吉納法索     | 是         | 是           | 否       | 否       | 否     |          |           |
| 柬埔寨         | 是         | 是           | 是       | 否       | 否     |          |           |
| 喀麦隆         | 是         | 是           | 否       | 否       | 否     |          |           |
| 中国大陆       | 否         | 是           | 否       | 否       | 否     | 否       |           |
| 香港           | 是         | 是           | 是       | 否       | 是     | 是       | 是        |
| 澳門           | 是         | 是           | 否       | 否       | 否     | 否       |           |
|                | 是         | 是           | 否       | 否       | 否     |          |           |
| 智利           | 是         | 是           | 是       | 否       | 是     |          |           |
| 哥伦比亚       | 是         | 是           | 是       | 否       | 是     |          |           |
|                | 是         | 是           | 否       | 否       | 否     |          |           |
|                | 是         | 是           | 否       | 否       | 否     |          |           |
| 賽普勒斯       | 是         | 是           | 是       | 否       | 否     |          |           |
| 捷克           | 是         | 是           | 是       | 否       | 是     |          |           |
| 丹麦           | 是         | 是           | 是       | 否       | 是     |          |           |
|                | 是         | 是           | 否       | 否       | 否     |          |           |
|                | 是         | 是           | 是       | 否       | 是     |          |           |
| 埃及           | 是         | 是           | 否       | 否       | 否     |          |           |
| 薩爾瓦多       | 是         | 是           | 是       | 否       | 是     |          |           |
| 爱沙尼亚       | 是         | 是           | 是       | 否       | 是     |          |           |
| 斐济           | 是         | 是           | 是       | 否       | 否     |          |           |
| 芬兰           | 是         | 是           | 是       | 否       | 是     |          |           |
| 加彭           | 是         | 是           | 否       | 否       | 否     |          |           |
|                | 是         | 是           | 否       | 否       | 否     |          |           |
| 希腊           | 是         | 是           | 是       | 否       | 是     |          |           |
|                | 是         | 是           | 是       | 否       | 是     |          |           |
|                | 是         | 是           | 否       | 否       | 否     |          |           |
| 海地           | 是         | 是           | 是       | 否       | 否     |          |           |
|                | 是         | 是           | 是       | 否       | 否     |          |           |
| 冰島           | 是         | 是           | 是       | 否       | 否     |          |           |
| 印度           | 是         | 是           | 是       | 否       | 是     |          |           |
| 印度尼西亞     | 是         | 是           | 否       | 否       | 是     |          |           |
| 爱尔兰         | 是         | 是           | 是       | 否       | 是     |          |           |
| 以色列         | 是         | 是           | 否       | 否       | 否     |          |           |
| 義大利         | 是         | 是           | 是       | 否       | 是     |          |           |
|                | 是         | 是           | 是       | 否       | 否     |          |           |
| 牙买加         | 是         | 是           | 是       | 否       | 否     |          |           |
| 日本           | 是         | 是           | 是       | 是       | 是     | 是       | 是        |
| 约旦           | 是         | 是           | 否       | 否       | 否     |          |           |
|                | 是         | 是           | 是       | 否       | 否     |          |           |
|                | 是         | 是           | 否       | 否       | 否     |          |           |
| 科威特         | 是         | 是           | 否       | 否       | 否     |          |           |
|                | 是         | 是           | 是       | 否       | 否     |          |           |
|                | 是         | 是           | 是       | 否       | 否     |          |           |
| 拉脫維亞       | 是         | 是           | 是       | 否       | 是     |          |           |
| 黎巴嫩         | 是         | 是           | 否       | 否       | 否     |          |           |
| 立陶宛         | 是         | 是           | 是       | 否       | 是     |          |           |
| 盧森堡         | 是         | 是           | 是       | 否       | 是     |          |           |
| 北馬其頓       | 是         | 是           | 是       | 否       | 否     |          |           |
| 马来西亚       | 是         | 是           | 是       | 否       | 是     |          |           |
|                | 是         | 是           | 否       | 否       | 否     |          |           |
| 馬爾他         | 是         | 是           | 否       | 否       | 否     |          |           |
| 模里西斯       | 是         | 是           | 否       | 否       | 否     |          |           |
| 墨西哥         | 是         | 是           | 是       | 否       | 是     |          |           |
| 摩尔多瓦       | 是         | 是           | 是       | 否       | 否     |          |           |
| 摩洛哥         | 是         | 是           | 否       | 否       | 否     |          |           |
| 莫桑比克       | 是         | 是           | 否       | 否       | 否     |          |           |
| 纳米比亚       | 是         | 是           | 是       | 否       | 否     |          |           |
| 尼泊尔         | 是         | 是           | 是       | 否       | 否     |          |           |
| 荷蘭           | 是         | 是           | 是       | 否       | 是     |          |           |
|                | 是         | 是           | 否       | 否       | 否     |          |           |
| 新西兰         | 是         | 是           | 否       | 否       | 是     |          |           |
| 尼加拉瓜       | 是         | 是           | 是       | 否       | 是     |          |           |
| 尼日尔         | 是         | 是           | 是       | 否       | 否     |          |           |
| 奈及利亞       | 是         | 是           | 否       | 否       | 否     |          |           |
| 挪威           | 是         | 是           | 是       | 否       | 是     |          |           |
| 阿曼           | 是         | 是           | 否       | 否       | 否     |          |           |
| 巴基斯坦       | 是         | 是           | 否       | 否       | 否     |          |           |
| 巴拿马         | 是         | 是           | 是       | 否       | 是     |          |           |
|                | 是         | 是           | 否       | 否       | 否     |          |           |
| 巴拉圭         | 是         | 是           | 是       | 否       | 是     |          |           |
| 秘魯           | 是         | 是           | 是       | 否       | 是     |          |           |
| 菲律賓         | 是         | 是           | 是       | 否       | 是     |          |           |
| 波蘭           | 是         | 是           | 是       | 否       | 是     |          |           |
| 葡萄牙         | 是         | 是           | 是       | 否       | 是     |          |           |
|                | 是         | 是           | 否       | 否       | 否     |          |           |
| 羅馬尼亞       | 是         | 是           | 否       | 否       | 是     |          |           |
| 俄羅斯         | 否         | 否           | 否       | 否       | 否     |          |           |
| 卢旺达         | 是         | 是           | 是       | 否       | 否     |          |           |
| 沙烏地阿拉伯   | 是         | 是           | 否       | 否       | 否     |          |           |
| 塞内加尔       | 是         | 是           | 是       | 否       | 否     |          |           |
| 新加坡         | 是         | 是           | 否       | 否       | 是     | 是       | 是        |
| 斯洛伐克       | 是         | 是           | 是       | 否       | 否     |          |           |
| 斯洛維尼亞     | 是         | 是           | 是       | 否       | 否     |          |           |
| 南非           | 是         | 是           | 否       | 否       | 是     |          |           |
|                | 是         | 是           | 是       | 否       | 是     |          |           |
| 西班牙         | 是         | 是           | 是       | 否       | 是     |          |           |
| 斯里蘭卡       | 是         | 是           | 是       | 否       | 否     |          |           |
| 瑞典           | 是         | 是           | 是       | 否       | 是     |          |           |
| 瑞士           | 是         | 是           | 是       | 否       | 是     |          |           |
| 臺灣           | 是         | 是           | 是       | 否       | 是     |          |           |
|                | 是         | 是           | 是       | 否       | 否     |          |           |
| 坦桑尼亚       | 是         | 是           | 是       | 否       | 否     |          |           |
| 泰國           | 是         | 是           | 是       | 否       | 是     |          |           |
| 多哥           | 是         | 是           | 是       | 否       | 否     |          |           |
| 千里達及托巴哥 | 是         | 是           | 否       | 否       | 否     |          |           |
| 突尼西亞       | 是         | 是           | 否       | 否       | 否     |          |           |
|                | 是         | 是           | 是       | 否       | 否     |          |           |
| 乌干达         | 是         | 是           | 是       | 否       | 否     |          |           |
| 乌克兰         | 是         | 是           | 是       | 否       | 是     |          |           |
| 阿联酋         | 是         | 是           | 否       | 否       | 否     |          |           |
| 乌拉圭         | 是         | 是           | 是       | 否       | 是     |          |           |
|                | 是         | 是           | 是       | 否       | 否     |          |           |
| 委內瑞拉       | 是         | 是           | 是       | 否       | 是     |          |           |
| 越南           | 是         | 是           | 否       | 否       | 是     |          |           |
| 葉門           | 是         | 是           | 否       | 否       | 否     |          |           |
| 尚比亞         | 是         | 是           | 否       | 否       | 否     |          |           |
| 辛巴威         | 是         | 是           | 否       | 否       | 否     |          |           |

### 中国大陆
在中国大陆，因Google退出中国事件导致部分厂商售卖的行货设备没有安装“Google服务架构”（即使这些装置已获得Google认证），所以無法下載Google Play中的應用。部分产品在自行手动安装谷歌服务后，即可正常使用Google Play以及其他Google服務。目前部分手机厂家预装了不完整的Google服务。
除没有预装Google服务框架和Play商店裝置外，其他在中國大陸的裝置可以正常使用Google Play，但無法瀏覽和購買內容。需通过借助VPN、全域代理等方法將IP位址代理到國外才能够瀏覽內容且可購買付費內容。
此外，中國大陸境內亦有很多提供應用程式下載服務的協力廠商軟體站點，提供的服務類型和軟體資源大體上與官方相同，但原本在Google Play中需要付費下載的應用在這裡均變為免費下載，軟體即為盜版軟體（亦稱「破解版」）。
2014年5月29日開始因防火長城對Google的伺服器進行大規模干擾以至於基本在大陸無法使用Google的所有服務，而Google Play也難以避免。
2014年11月20日起，Google允许中国区开发者上架付費應用程式并使用美元结算。
2023年7月31日起，Google允许港澳区用户使用中国银联卡进行支付，中国大陆用户只需将账号的地区切换到香港或澳门便可以绑定使用。

### 臺灣
由於臺北市政府向Google提出Google Play軟體必須依照《消費者保護法》提供7天鑒賞期，Google表示會再與臺北市政府研討，暫時停止臺灣地區付費軟體下載。後Google認為他們原本條款合理，拒絕更改條款，因此關閉對臺灣地區的付費下載服務。臺北市政府認為Google因未遵循限期改善的命令，裁罰新臺幣100萬元。Google向經濟部提出訴願，但未被接受，於是向臺北高等行政法院提起上訴，引發手機付費軟體猶豫期事件，导致Google自2011年起停止了付费服务。
2013年2月，臺北市政府敗訴，Google重新打開付費服務。雖然市府敗訴，但是臺灣高等法院肯定了鑒賞期的合理性與合法性，也希望Google在條款中加入，所以消費者仍可以依現行《消保法》規定以聯絡Google的方式在七日內退費。
在此之後，Google陸續開放其它付費服務：
- Google Play圖書：2013年9月26日
- Google Play電影：2014年11月5日
- Google Play裝置：2015年1月22日
- Google Play書報攤：2015年7月16日

2019年3月，Google Play被中華民國財政部依照《統一發票使用辦法》之規定開立雲端發票。

### 澳门
2017年6月28日，Google宣布澳门地区用户可以使用Google Play的购买和应用内付费功能。目前澳门用户可以选择通过Visa，万事达，银联和美国运通卡付款，在这之前虽然澳门行货Android手机预装Google服务，但使用者也只能从Google Play下载免费的软件，大部分的澳门游戏玩家会选择去游戏官网下载游戏apk文件自行安装，并通过第三方点卡支付。

### 克里米亚
2015年2月，由于美国加大对克里米亚的制裁，谷歌在同年2月1日阻止克里米亚半岛上的Android用户从Google Play下载任何应用（下载任何软件会出现403报错）。谷歌还阻止克里米亚半岛居民使用AdWords，AdSense和G suite，但仍允许克里米亚地区用户使用谷歌的免费服务，例如搜索，YouTube，云盘等等。

### 伊朗
2013年8月，在美国放松对伊朗的计算机技术制裁之后，谷歌宣布将通过其在伊朗的Google Play商店提供免费应用，在这之前，伊朗人从Google Play下载应用会出现403错误而导致无法下载任何软件，但付费项目和内购项目至今仍然不可用。伊朗本土Android商城Cafe Bazaar和一些热门游戏服务商诸如Supercell签订合约以提供诸如《部落冲突》《皇室战争》等游戏的内购功能，结算货币为伊朗里亚尔，但游戏登陆账号依然使用Google Play游戏账号而不是像中国大陆使用本土代理商的账号服务。

### 古巴
2014年，谷歌宣布古巴可以下载免费的app，但是由于美国长达十多年的禁运，付费app依然不在古巴区提供。2015年Google与古巴签署了协议，允许把Google Global Cache部署在古巴电信的机房里，虽然不保存用户数据，但能加速古巴用户访问Google Play和YouTube。2016年12月谷歌与古巴电信商ETECSA签订了合约，谷歌将在古巴部署GGC，互联网流量无需每次经过委内瑞拉海底光缆，以便古巴用户更快从岛内访问谷歌服务。

### 叙利亚
由于美国的禁运政策，Google 禁止叙利亚用户从Google Play上下载任何软件，但同克里米亚一样，Google不限制叙利亚境内的使用者使用其他的免费Google服务。

### 俄罗斯
由于2022年俄罗斯入侵乌克兰导致的对俄罗斯的制裁，Google暂停了Google Play俄罗斯区的付费服务，用户无法使用Google Play浏览和购买应用和游戏、但是用户依然可以浏览和下载免费的应用程序和游戏以及购买过的付费应用程序和游戏，现有的订阅将在到期后停止且无法续订。

## 外部連結
- 官方网站
- 小米应用商店 - Google Play 商店 （页面存档备份，存于）
- AndroidZoom - Android Market Browser（页面存档备份，存于）
- Android Developers Blog: Android Market （页面存档备份，存于）
- Android Developers（页面存档备份，存于）